# Dicmo
Dicmo ist eine Dorfgemeinde in Kroatien in der Gespanschaft Split-Dalmatien. Sie hat 2805 Einwohner (Volkszählung 2021).

## Kultur
Im Juli 2024 veröffentlichte die Gemeinde Dicmo im EU-Amtsblatt einen Aufruf zum Erwerb einer Dampflokomotive, um damit an die ehemalige Schmalspurbahn Split - Sinj zu erinnern.